# Rathaus (Möckmühl)

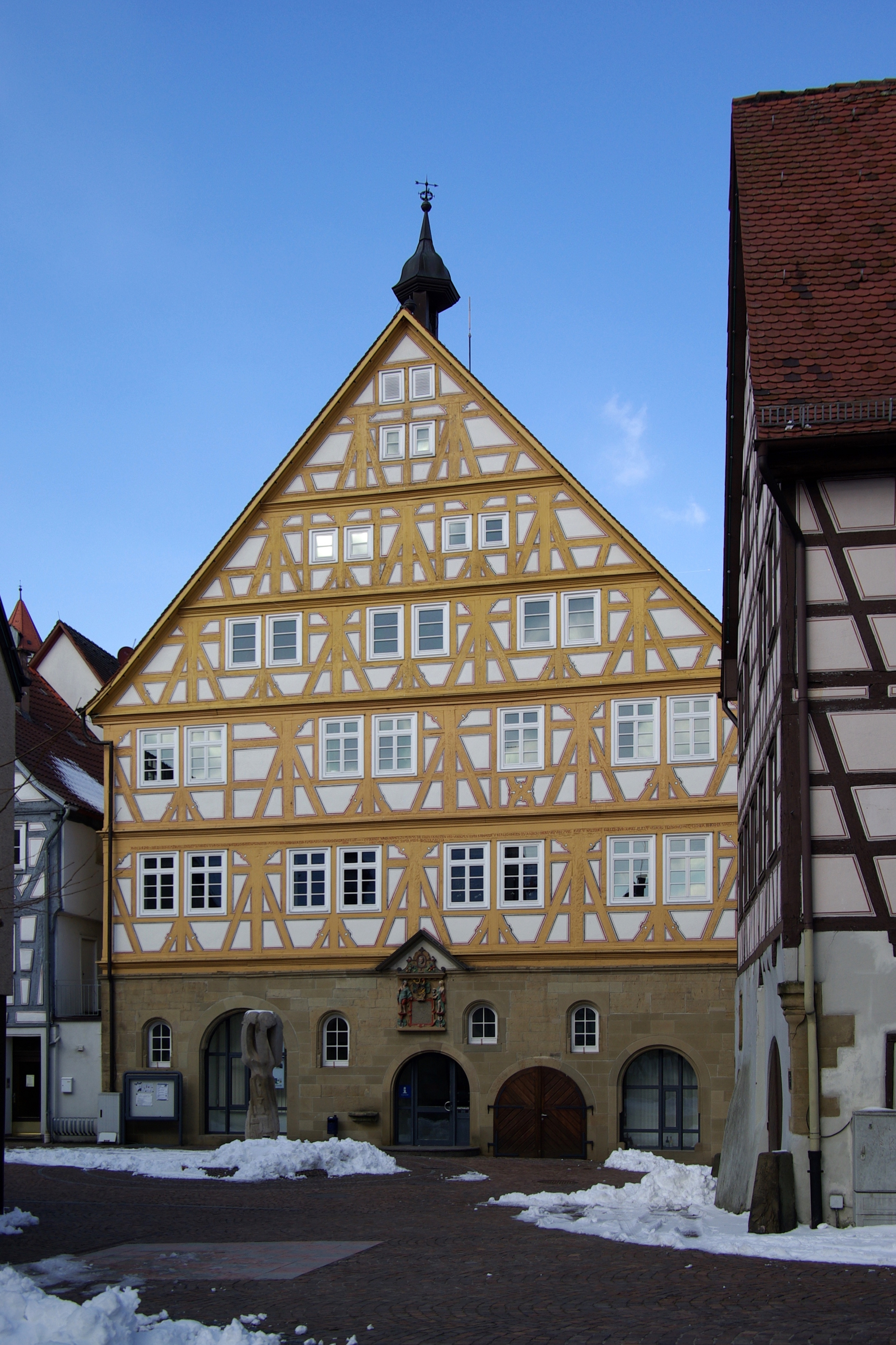
Rathaus in Möckmühl

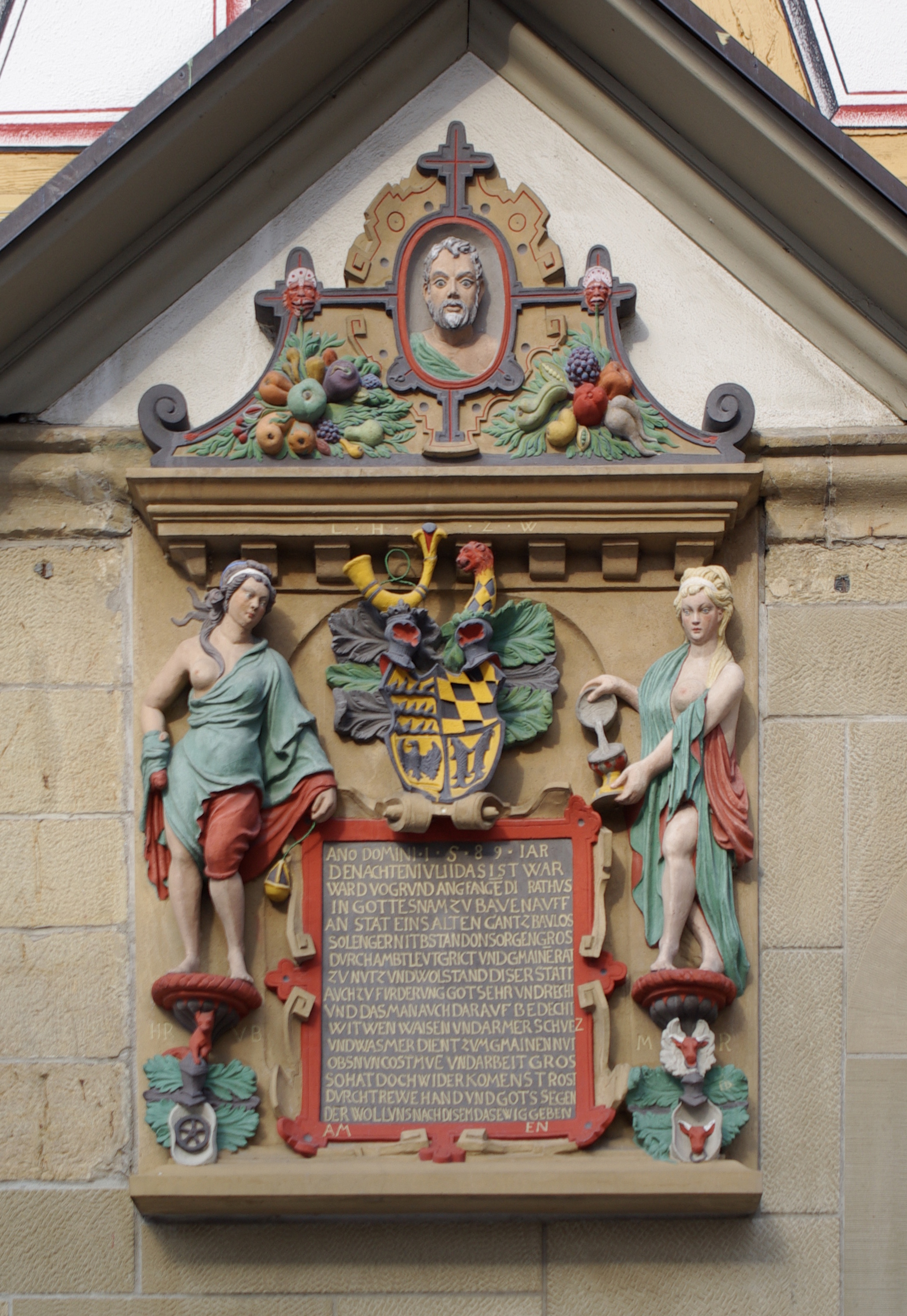
Wappenstein am Rathaus

Das Rathaus von Möckmühl, einer Stadt im Landkreis Heilbronn im nördlichen Baden-Württemberg, ist ein Fachwerkhaus aus dem späten 16. Jahrhundert.

## Geschichte
Das Gebäude wurde an der Stelle eines kleineren, älteren Vorgängerbaus errichtet. Der Inschriftenstein am Gebäude nennt den 8. Juli 1589 als Tag des Baubeginns und zeigt neben dem württembergischen Wappen auch die Wappen des Oberamtmanns Johannes Reinhard von Berlichingen zu Rossach und des Kellers Marx Ruof von Walldorf. Über die Fertigstellung des Rohbaus im Jahr 1590 berichtet eine weitere, in die Fachwerkbalken eingravierte Inschrift, in der als ausführender Baumeister der Zimmermann Michael Berchtenbraiter aus Kochersteinsfeld genannt wird. Gemäß erhaltener Kämmereirechnungen erfolgte der Innenausbau im Jahr 1591, nach Abschluss letzter Feinarbeiten war das Gebäude 1592 vollendet.
Das Gebäude diente außer als Verwaltungssitz anfangs verschiedenen weiteren Zwecken. Im sich über die Hälfte der Grundfläche erstreckenden Keller wurde der Wein für die Herrschaft und die Stadt gelagert. Das Untergeschoss des Gebäudes diente an Markttagen als Markthalle, hier befand sich auch der städtische Salzladen. Das erste Obergeschoss war als Tanzboden (Festsaal) mit Küche ausgestaltet und abgesehen von der Kirche vermutlich auch der größte Raum innerhalb des historischen Ortskerns. Die Verwaltungsräume befanden sich im ersten und zweiten Stock. Außerdem befanden sich das Gefängnis des Centgerichts im und die Maßtafeln und der Pranger des Marktgerichts am Gebäude. Der Dachboden wurde zu Lagerzwecken genutzt, sowohl zur Einlagerung von Naturalabgaben an das württembergische Herrscherhaus wie auch zur Aufbewahrung von Wertsachen der Einwohner in Kriegszeiten. Im Laufe der Zeit, vor allem nach der Auflösung des Oberamts Möckmühl 1808, veränderte sich die Nutzung des Gebäudes und seiner Teile. Die Urkunden berichten u. a. von Übernachtungsgästen, von Gastmahlen, von der Einrichtung eines Lazaretts (1759), von der Nutzung des Tanzbodens als Unterrichtsraum für die Realschule, von der Unterbringung von Feuerwehrgerätschaften und von der Nutzung des Speichers als Tabakschuppen (1898).
In der zweiten Hälfte des 19. Jahrhunderts wurde das Rathaus mehrfach den neuen Anforderungen entsprechend umgebaut. Unter anderem wurden die Arrestzelle mehrfach verlegt, das Spritzenmagazin umgestaltet, das Treppenhaus umgebaut, größere Fenster in das Fachwerk eingebrochen und neue Decken eingezogen. Als die Verwaltung in jüngerer Zeit anwuchs, nahm sie letztlich das gesamte Gebäude ein. Nach der Gemeindereform der 1970er Jahre kam mit der Verwaltung der eingemeindeten Teilorte weiteres Personal hinzu, so dass Teile der Verwaltung in andere Gebäude ausgelagert wurden.
Die Eingriffe in das Fachwerk sowie die nur teilweise Unterkellerung des Gebäudes führten im Lauf der Zeit zu großen statischen Problemen, so dass das Rathaus einen der Planungsschwerpunkte der 1975 begonnenen Möckmühler Stadtsanierung bildete. Erste Vorplanungen zur Renovierung des Rathauses wurden 1977 von dem Stuttgarter Architekten Walther-Gerd Fleck erstellt, konnten jedoch aus Kostengründen vorerst nicht umgesetzt werden. Die Umbaupläne erhielten erst durch eine am 15. August 1986 im Rathaus abgehaltene Landespressekonferenz neuen Auftrieb, bei der das enge und baufällige Rathaus in den Blickpunkt der Öffentlichkeit rückte. Die Stadt erwarb das benachbarte ehemalige Gasthaus Hirsch als Rathaus-Erweiterung und erteilte am 30. November 1988 dem Möckmühler Architekten Franz Seibold den Planungsauftrag zum Umbau und zur baulichen Verbindung beider Gebäude. Beim Beginn der Umbauarbeiten 1990 wurde der bislang nicht unterkellerte Bereich der Grundfläche des Rathauses mit einem Keller und Fundamenten unterfangen. Bei den Aushubarbeiten wurden in einer geringen Tiefe von nur einem Meter römische Gefäßreste entdeckt. Im Zuge des Umbaus wurde der Dachstuhl des ehemaligen Gasthauses sowie Westwand und Südgiebel des Rathauses komplett erneuert. Bei der farbigen Fassung des Fachwerks orientierte man sich beim ehemaligen Hirsch an den vorgefundenen Spuren roter Bemalung. Beim Rathaus, wo keine Reste der Außenbemalung mehr vorhanden waren, wählte man das im Gebäudeinneren vorgefundene Gelb für die Außenbemalung. Nach knapp zweieinhalbjähriger Bauzeit wurde das renovierte Rathaus am 17. Juni 1992 offiziell eingeweiht.
Die gesamte Nutzfläche des Rathaus-Komplexes beträgt rund 1300 m², der umbaute Raum beträgt 5573 m³.